# A-Coustic
『A-Coustic』 (アコースティック） は、2013年9月25日発売のアントン・エワルドの1枚目のミニアルバム。

## 概要
世界中のiTunesやアマゾンで取り扱っているため、日本でもダウンロード可能。

## 収録曲
1. ヒューマン（アコースティック） "Human (Acoustic)"
2. キャント・ホールド・バック（アコースティック） "Can't Hold Back (Acoustic)"
3. ウッド・ザット・メイク・ユー・ラブ・ミー（アコースティック） "Would That Make You Love Me (Acoustic)"
4. ブランド・ニュー（アコースティック） "Brand New (Acoustic)"
5. ベギング（アコースティック） "Begging (Acoustic)"